# 山口昭男
山口 昭男（やまぐち あきお、1949年 - ）は、岩波書店元社長。日本ペンクラブ会員。

## 来歴・人物
1949年（昭和24年）生まれ、東京都出身。東京都立大学経済学部卒業後の1973年、岩波書店に入社し『世界』編集部に所属。1988年から1996年までの8年間に渡り同誌編集長を務めた。その後、編集部長、取締役編集担当、常務取締役を経て、2003年に大塚信一の後任として代表取締役社長に就任。
2008年には10年ぶりに『広辞苑』の改訂を行い、全項目を徹底的に再検討するなど進化･充実させる他、デジタル全盛時代に向けた様々なクリエイティブ、プロモーション施策と連動させたコミュニケーション戦略を展開させた。2013年5月31日付で退任。後任は岡本厚。

## おもな著書
- 共著
  - 『辻井喬＝堤清二　文化を創造する文学者』 平凡社 ISBN 978-4582837193
  - 『メディア学の現在　新訂第2版』 世界思想社 ISBN 978-4790716617